# Чапел-Гілл (Північна Кароліна)
Чапел-Гілл (англ. Chapel Hill) — місто (англ. town) в США, в округах Четем, Дарем і Орандж штату Північна Кароліна. Населення — 61 960 осіб (2020). Основною визначною пам'яткою міста є один з найстаріших університетів Америки Університет Північної Кароліни (UNC).

## Географія
Чапел-Хілл розташоване на південному сході округу Орандж та займає площу в 51,3 квадратних кілометри. Чапел-Гілл, Дарем та Ролі утворюють так званий «Дослідницький трикутник» (Research Triangle), що отримав цю назву в 1959 році.
Чапел-Гілл розташований за координатами 35°55′33″ пн. ш. 79°2′18″ зх. д. / 35.92583° пн. ш. 79.03833° зх. д. (35.925942, -79.038271).  За даними Бюро перепису населення США в 2010 році місто мало площу 55,09 км², з яких 54,70 км² — суходіл та 0,39 км² — водойми.

### Клімат
| Клімат : Чапел-Гілл                           | Клімат : Чапел-Гілл | Клімат : Чапел-Гілл | Клімат : Чапел-Гілл | Клімат : Чапел-Гілл | Клімат : Чапел-Гілл | Клімат : Чапел-Гілл | Клімат : Чапел-Гілл | Клімат : Чапел-Гілл | Клімат : Чапел-Гілл | Клімат : Чапел-Гілл | Клімат : Чапел-Гілл | Клімат : Чапел-Гілл | Клімат : Чапел-Гілл |
| Показник                                      | Січ.                | Лют.                | Бер.                | Квіт.               | Трав.               | Черв.               | Лип.                | Серп.               | Вер.                | Жовт.               | Лист.               | Груд.               | Рік                 |
| Абсолютний максимум, °C                       | 26,7                | 28,3                | 31,7                | 34,4                | 36,7                | 40,0                | 40,6                | 41,1                | 38,9                | 36,1                | 30,6                | 26,7                | 41,1                |
| Середній максимум, °C                         | 9,8                 | 12,1                | 16,5                | 21,7                | 25,7                | 29,8                | 31,7                | 30,8                | 27,3                | 22,0                | 17,1                | 11,4                | 21,3                |
| Середня температура, °C                       | 3,9                 | 5,7                 | 9,8                 | 14,8                | 19,2                | 23,8                | 25,8                | 25,1                | 21,3                | 15,2                | 10,3                | 5,5                 | 15,1                |
| Середній мінімум, °C                          | −1,9                | −0,7                | 3,1                 | 7,8                 | 12,7                | 17,8                | 19,9                | 19,3                | 15,3                | 8,4                 | 3,4                 | −0,5                | 8,7                 |
| Абсолютний мінімум, °C                        | −22,2               | −16,1               | −12,8               | −5                  | −1,7                | 4,4                 | 8,9                 | 4,4                 | 2,2                 | −6,7                | −11,1               | −17,8               | −22,2               |
| Норма опадів, мм                              | 100                 | 89                  | 115                 | 83                  | 98                  | 102                 | 116                 | 114                 | 106                 | 96                  | 94                  | 90                  | 1202                |
| Днів з опадами                                | 11,7                | 10,1                | 12,0                | 9,9                 | 11,4                | 9,9                 | 10,5                | 10,0                | 8,8                 | 7,9                 | 9,8                 | 10,5                | 122,5               |
| Днів зі снігом                                | 1,0                 | 1,3                 | 0,3                 | 0                   | 0                   | 0                   | 0                   | 0                   | 0                   | 0                   | 0,1                 | 0,5                 | 3,2                 |
| --------------------------------------------- | ------------------- | ------------------- | ------------------- | ------------------- | ------------------- | ------------------- | ------------------- | ------------------- | ------------------- | ------------------- | ------------------- | ------------------- | ------------------- |
| Джерело: NOAA, The Weather Channel (extremes) |                     |                     |                     |                     |                     |                     |                     |                     |                     |                     |                     |                     |                     |

## Демографія

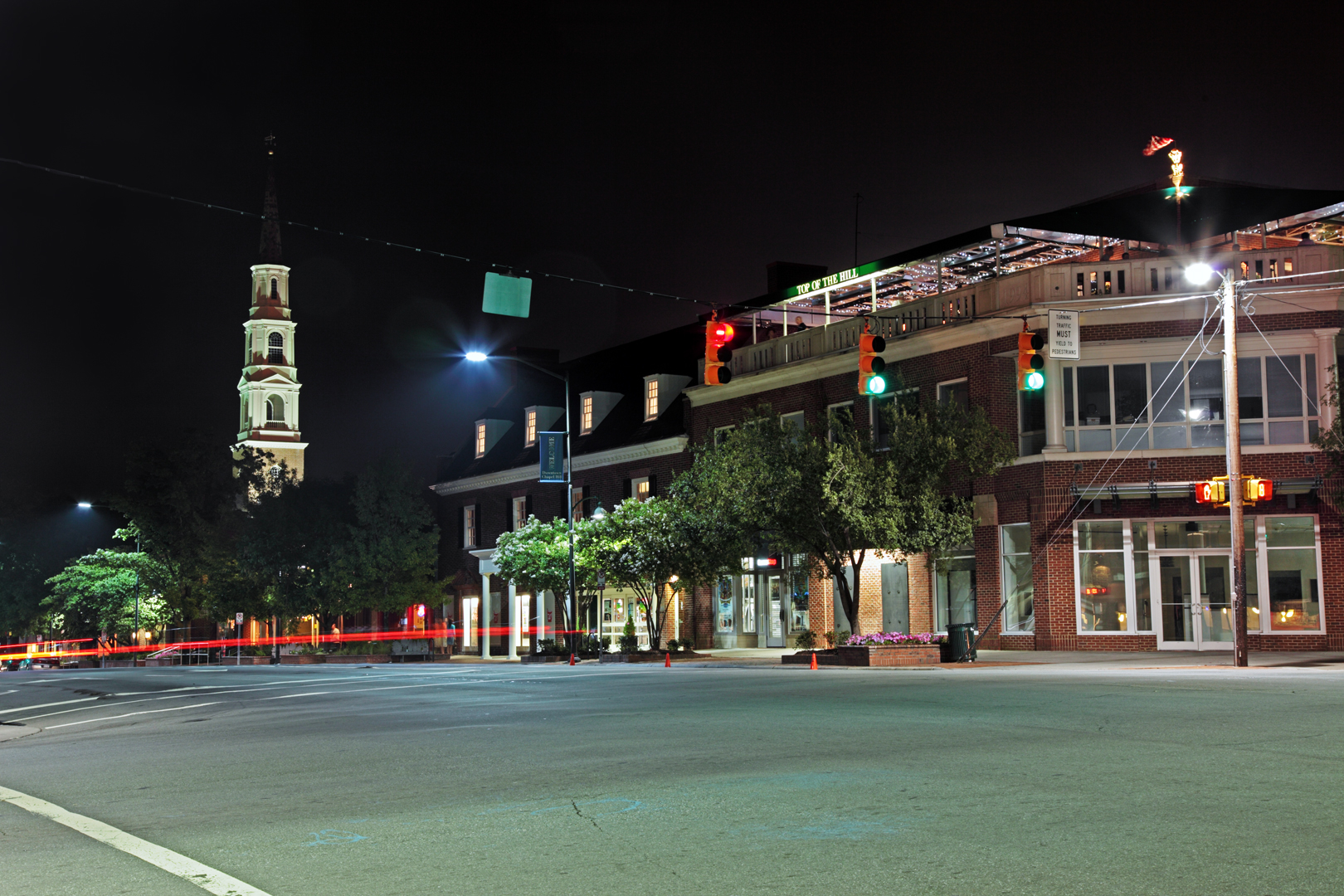
Вулиця Франкліна в Чапел-Гіллі

Згідно з переписом 2010 року, у місті мешкали 57 233 особи в 20 564 домогосподарствах у складі 10 501 родини. Густота населення становила 1039 осіб/км².  Було 22254 помешкання (404/км²).
Расовий склад населення:
| - 72,8 % — білих - 11,9 % — азіатів - 9,7 % — чорних або афроамериканців - 0,3 % — корінних американців - 2,7 % — осіб інших рас |

До двох чи більше рас належало 2,7 %. Частка іспаномовних становила 6,4 % від усіх жителів.
За віковим діапазоном населення розподілялося таким чином: 17,4 % — особи молодші 18 років, 73,4 % — особи у віці 18—64 років, 9,2 % — особи у віці 65 років та старші. Медіана віку мешканця становила 25,6 року. На 100 осіб жіночої статі у місті припадало 87,2 чоловіків;  на 100 жінок у віці від 18 років та старших — 83,6 чоловіків також старших 18 років.
Середній дохід на одне домашнє господарство  становив 106 446 доларів США (медіана — 62 208), а середній дохід на одну сім'ю — 157 253 долари (медіана — 115 016). Медіана доходів становила 71 504 долари для чоловіків та 52 889 доларів для жінок. За межею бідності перебувало 21,2 % осіб, у тому числі 7,2 % дітей у віці до 18 років та 3,4 % осіб у віці 65 років та старших.
Цивільне працевлаштоване населення становило 28 499 осіб. Основні галузі зайнятості: освіта, охорона здоров'я та соціальна допомога — 45,5 %, науковці, спеціалісти, менеджери — 12,8 %, мистецтво, розваги та відпочинок — 10,2 %, роздрібна торгівля — 8,7 %.